# 금강초등학교
금강초등학교(金剛初等學校)는 대한민국 부산광역시 동래구에 있는 공립 초등학교이다. 1980~1990년대에는 학생수가 3500명에 달하기도 하였다.

## 학교 연혁
- 1972년 4월 2일: 개교

## 참고 자료
- 금강초등학교 - 한국교육학술정보원 학교알리미